# Microlomaptera pygidialis
Microlomaptera pygidialis är en skalbaggsart som beskrevs av Jan Krikken 1979. Microlomaptera pygidialis ingår i släktet Microlomaptera och familjen Cetoniidae. Inga underarter finns listade i Catalogue of Life.